# Haninge-Tyresö Taxi

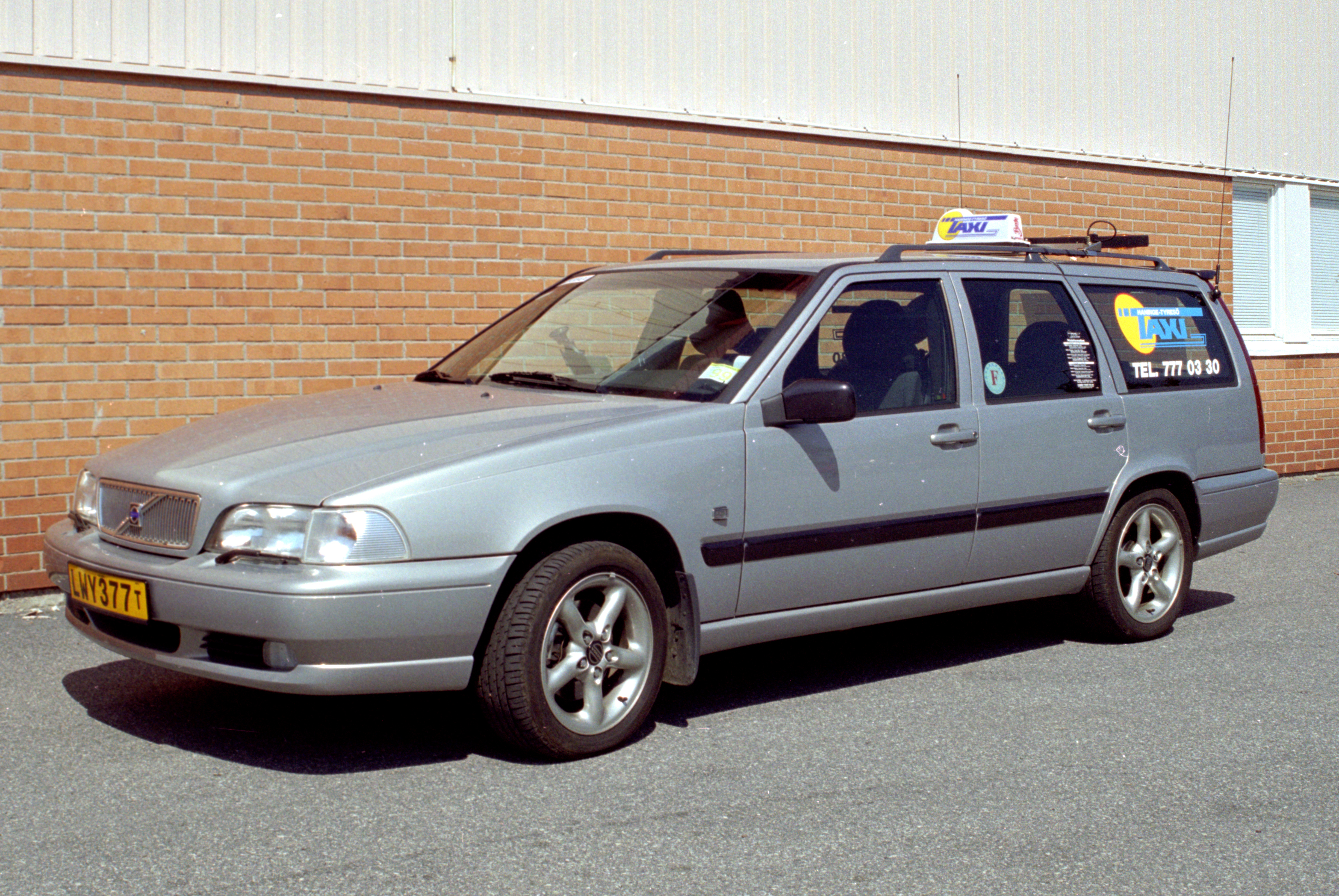
Bil från Haninge-Tyresö Taxi 1997.

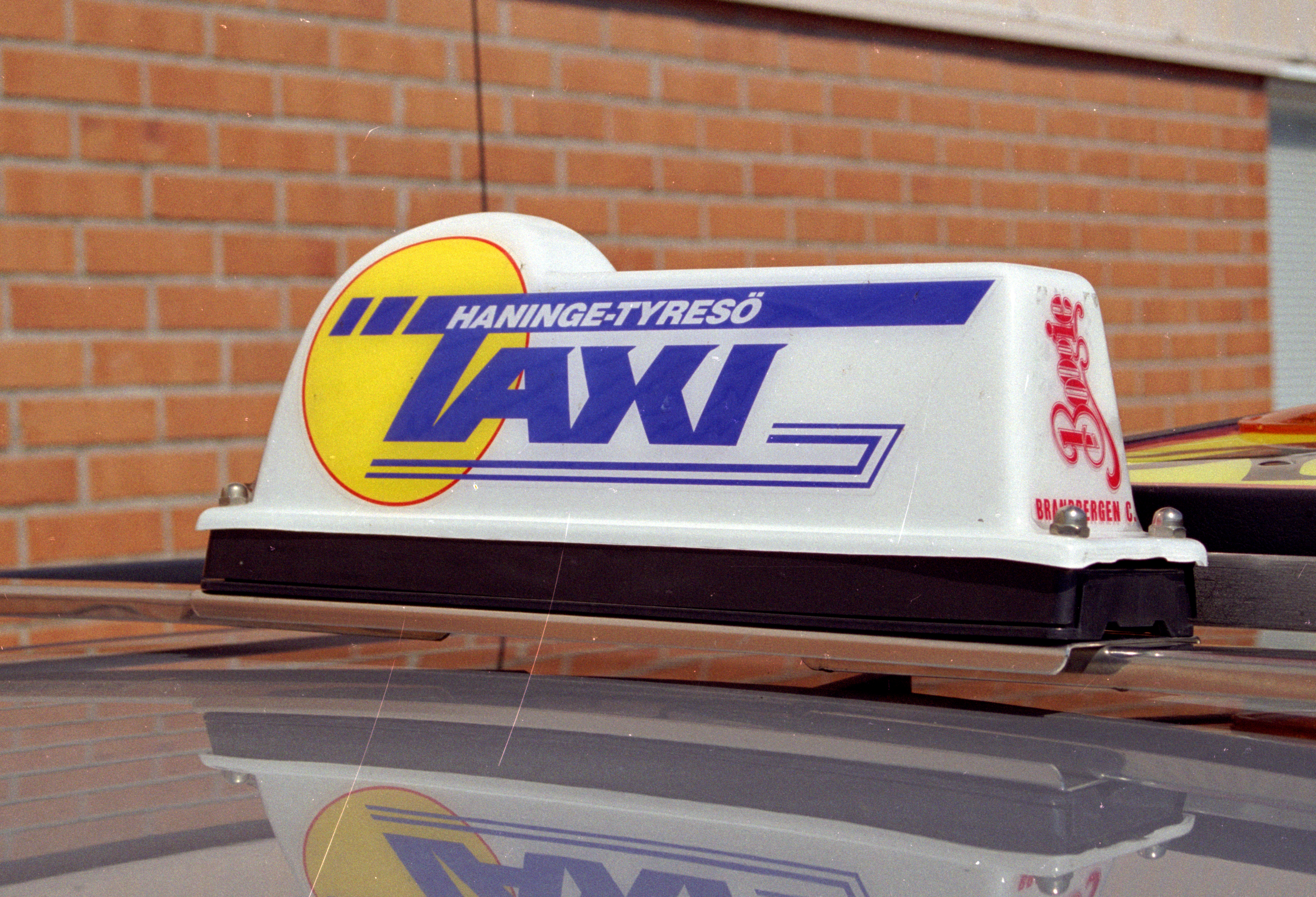
Taklampa från Haninge-Tyresö Taxi.

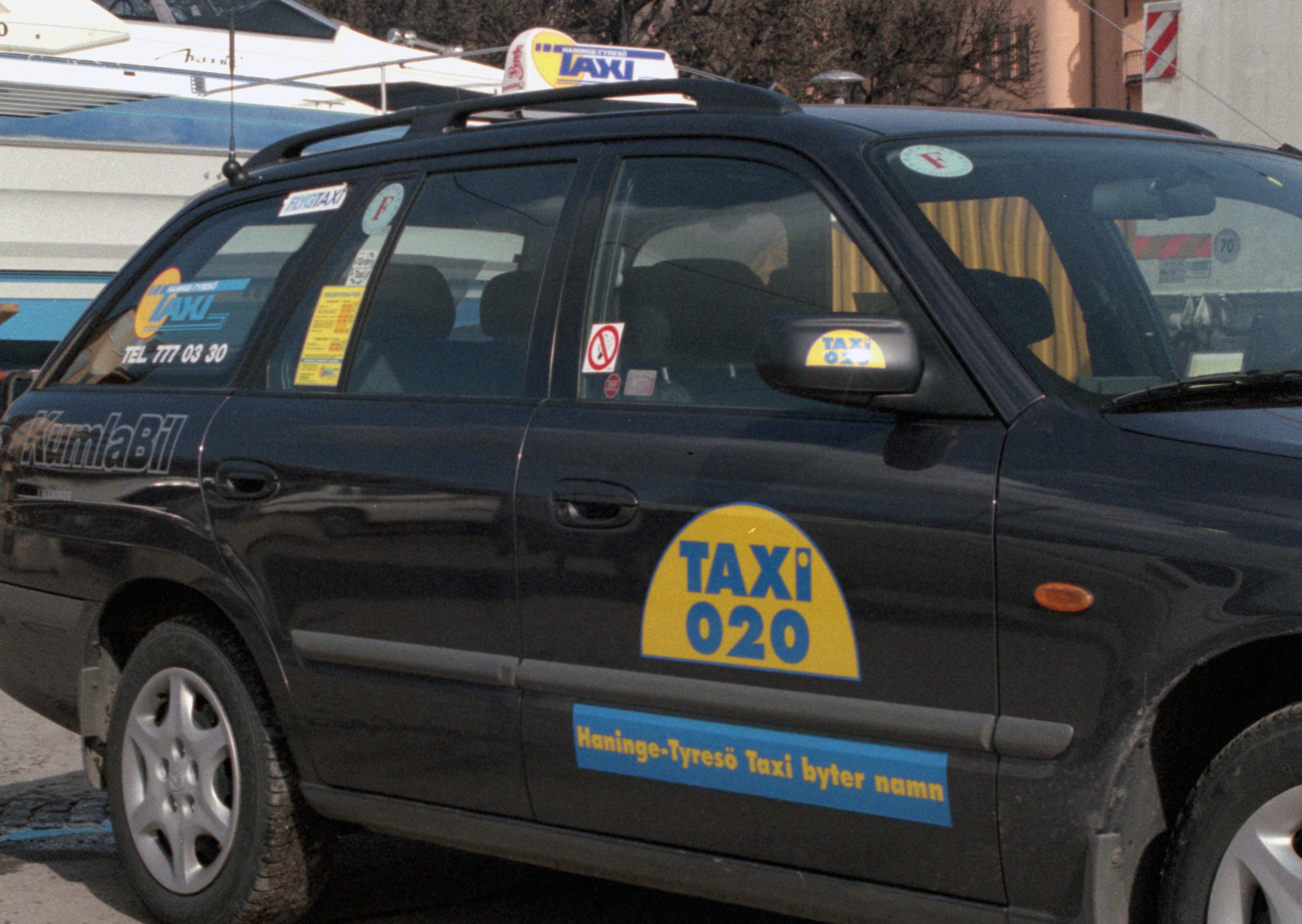
Bil från Haninge-Tyresö Taxi under sammanslagningen med Taxi 020 maj 2001.

Haninge-Tyresö Taxi var en ekonomisk förening som bildades 1982 när Haninge Taxi ekonomisk förening och Tyresö Vendelsö Taxi ekonomisk förening slogs ihop. Inför avregleringen av taxibranschen som skedde 1 juli 1990 bildade föreningsmedlemmarna Haninge-Tyresö Taxi AB den 14 november 1989. Huvudsakliga trafikområde var södra Storstockholm, framför allt i Haninge kommun och Tyresö kommun.
Haninge-Tyresö Taxi AB köptes i mars 2001 av Taxi 020 och de runt 100 bilarna införlivades efter några månader i Taxi 020:s verksamhet.